# 杉野次房

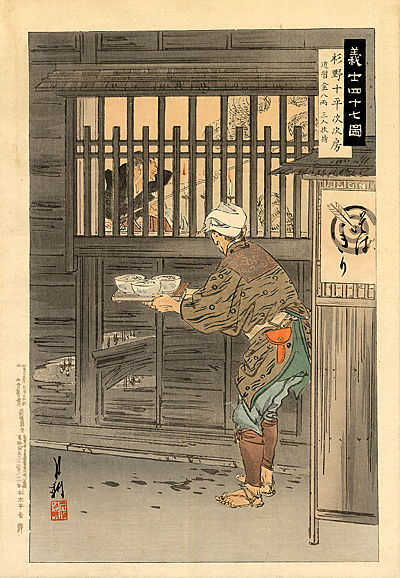
『義士四十七図　杉野十平次次房』（尾形月耕画）

杉野 次房（すぎの つぎふさ、延宝4年（1676年） - 元禄15年2月4日（1703年3月20日））は、江戸時代前期の武士。赤穂浪士四十七士の一人。通称は十平次（じゅうへいじ）。

## 生涯
延宝4年（1676年）、赤穂藩浅野家家臣・杉野平左衛門の四男として赤穂に生まれる。母は浅野家臣の萩原新左衛門の娘。母方の萩原家は家中随一の資産家の家系で知られた。長兄杉野兵左衛門が杉野家の家督を継ぎ、次兄萩原三右衛門と三兄萩原平七は萩原家の養子に入った。次房は杉野家の分家筋として8両3人扶持を支給され、札座横目に任命された。元禄7年（1694年）2月の備中松山城受け取りの軍にも従軍している。
元禄14年（1701年）3月14日に主君・浅野長矩が江戸城で高家吉良義央に刃傷に及んだとき、杉野は赤穂にあった。4月、赤穂城開城の際に大伯父にあたる萩原兵助は、萩原家伝来の大砲2門を収城軍の脇坂家に売り払い、これが家中から批判されて、萩原一家は赤穂から逃亡した。杉野も親族として肩身が狭かったとみえ、このあと萩原家と絶縁している。
赤穂城開城後はすぐに江戸へ下向し、江戸急進派と一緒に行動した。また杉野は萩原家から莫大な資産を受けていたので、これを使って彼らの生活を助けた。元禄15年（1702年）6月には浅草茶屋において特に親しくしていた前原宗房・倉橋武幸・勝田武尭・不破正種・武林隆重らとともに同盟の誓約をする。8月から三ツ目横丁より吉良邸のある本所へ住居を移し、吉良家の動向の監視にあたった。吉良邸討ち入りの際には裏門隊に属し、三村包常とともに木槌で裏門を打ち壊す役割をになう。
武林隆重が吉良義央を斬殺し、一同がその首をあげたあとは、長府藩毛利家上屋敷へ預けられ、元禄16年（1703年）2月4日に毛利家家臣榊庄右衛門の介錯で切腹した。享年28。主君・浅野長矩と同じ泉岳寺に葬られた。法名は刃可仁劔信士。

## 創作
杉野次房といえば俵星玄蕃との逸話が有名である。杉野次房は「夜泣き蕎麦屋の十助」として吉良邸の動向を探っていたが、この蕎麦屋の常連客俵星玄蕃と親しくなった。かねてより浅野贔屓であった玄蕃は、浅野長矩の遺臣たちが吉良邸へ討ちいったことを知り、すぐに吉良邸前（もしくは両国橋）にはせ参じた。すると赤穂浪士達の中になんと蕎麦屋の十助がおり、2人は今生の別れを交わす。というもの。俵星玄蕃は架空の人物であり、杉野が夜なきそば屋になったというのも創作である。
この俵星玄蕃と杉野次房の話は文化の頃に講釈師大玄斎蕃格の創作した逸話である。玄蕃の名は自らの「玄」と「蕃」の字の組み合わせ、また「俵」は槍で米俵も突き上げるという意味、さらに「星」の字は『仮名手本忠臣蔵』の主人公大星由良助（大石良雄がモデル）の「星」の字であるという。

## その他関連・外部リンク
- 食事処　十平次（静岡県浜松市）（中華そば・カツ丼）

戦後復興時代に夜の工場街を屋台を引いて中華そばを売り歩いた初代が、杉野次房の「夜泣き蕎麦屋の十助」の話に感銘を受け店名とした飲食店。2代目に引き継がれた今も、昔ながらの中華そばを貫いている。